# 그레타 툰베리

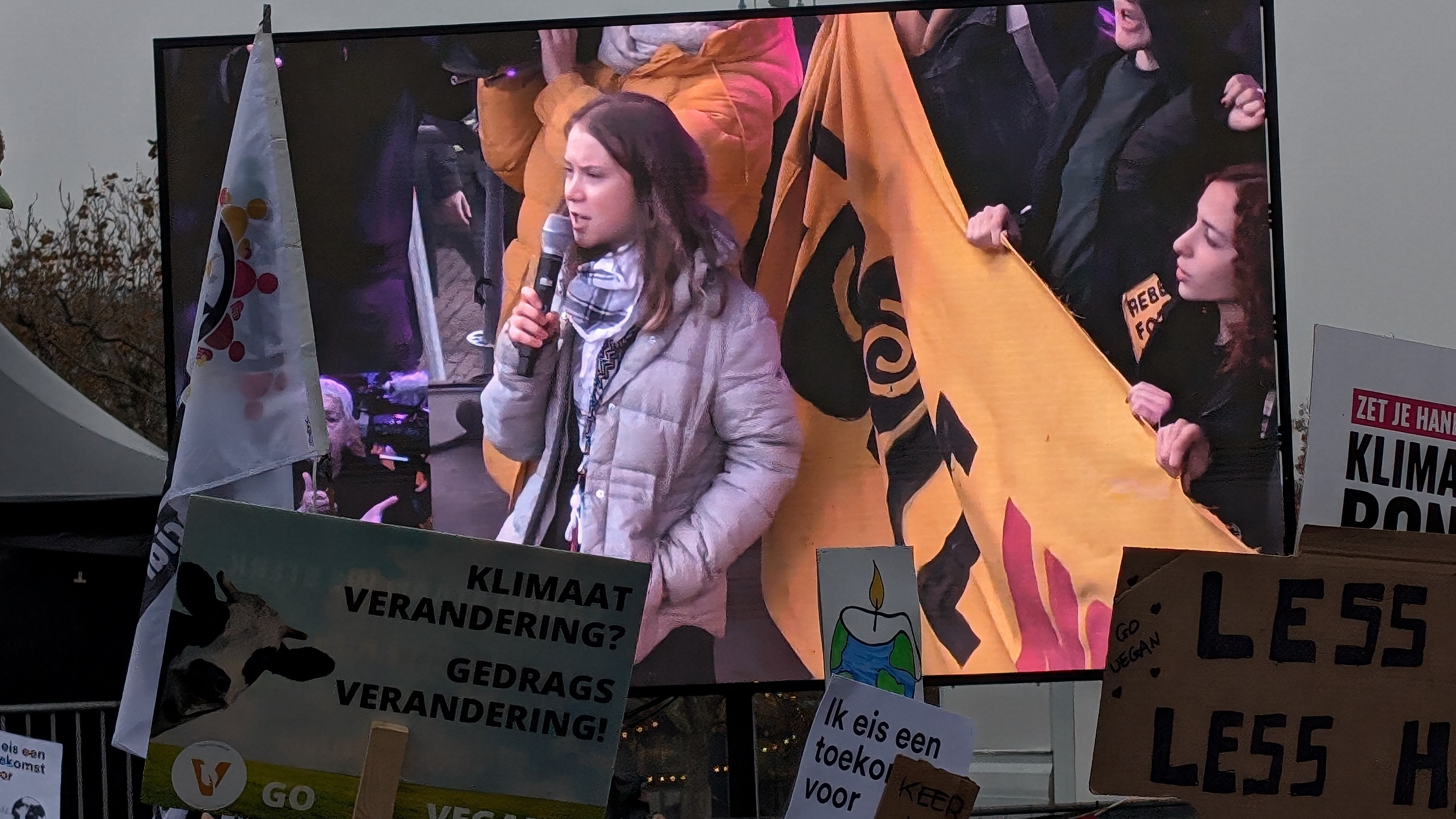

그레타 툰베리(스웨덴어: Greta Thunberg, 2003년 1월 3일~)는 스웨덴의 환경운동가다.

## 생애
어린 시절 아버지의 영향으로 기후변화에 관심을 가졌다. 이후 기후변화에 대해 공부를 시작하지만 공부를 할수록 절망감에 빠졌고, 11살 때 우울증을 겪으면서 아스퍼거 증후군과 강박장애 및 선택적 함묵증이라는 진단을 받는다.
하지만, 2018년 8월, 스웨덴 의회 밖에서 처음으로 청소년 기후행동을 한 것을 시작으로, 2019년 전 세계적인 기후 관련 동맹휴학 운동을 이끈 인물이다. 2019년 타임 올해의 인물에 선정되었다. 2019년 노벨 평화상 후보로 선정되었다.

### 가자지구 지원 선박 탑승
2025년 6월 1일, 그녀는 자유선단연합 소속 선박 매들린 호에 탑승하여, 쌀·분유·기저귀·식수 정수 장비·의료품 등 팔레스타인을 위한 인도지원품 운반을 목적으로 이탈리아 카타니아 항에서 출항하였다. 이 배에는 총 12명의 국제 활동가가 탑승했다. 2025년 6월 3일, 몰타 인근 공해상에서 그리스 해양경비대 드론이 해당 선박 주변을 정찰했고, 6월 5일에는 수단 출신 난민 4명을 구조한 사실도 알려졌다.
그러나 현지시각으로 6월 8일 오전 2시 50분쯤, 이스라엘 해군은 가자로부터 약 200㎞ 지점의 공해에서 선박을 나포했으며, 툰베리 등 활동가들은 “공해에서 납치됐다”고 말했다. 이스라엘 정부는 이를 ‘셀카 요트’와 ‘선전 쇼’로 규정하며, 모든 승객은 무사하고 각자 모국으로 돌아가게 될 것이라고 밝혔다. 또, 매들린호가 운반했다는 구호품 양이 트럭 1대분에도 못 미쳐 이는 공식 경로로 전달될 것이라고도 하였다.
이스라엘 국방장관 이스라엘 카츠는, 매들린호와 매들린호에 타고 있던 툰베리 등 활동가 12명을 아슈도드 항구로 옮긴 뒤 승선자들에게 2023년 10월 7일 하마스가 이스라엘을 기습 공격했을 때의 모습이 담긴 영상을 시청하게 하라고 지시했다. 이스라엘군 대변인실에서 제작한 43분 가량의 해당 동영상은 바디캠을 단 하마스 대원들이 촬영한 것으로, 실제 살인 및 신체 훼손 장면이 검열되지 않고 담겼다고 타임스오브이스라엘은 설명했다.

## 같이 보기
- 세번 스즈키